# Dolany (Čkyně)
Dolany jsou malá vesnice, část obce Čkyně v okrese Prachatice v Jihočeském kraji. Nachází se asi dva kilometry západně od Čkyně. Prochází zde silnice II/171. Je zde evidováno 45 adres. V roce 2011 zde trvale žilo 81 obyvatel.
Dolany leží v katastrálním území Dolany u Čkyně o rozloze 3,79 km².

## Historie

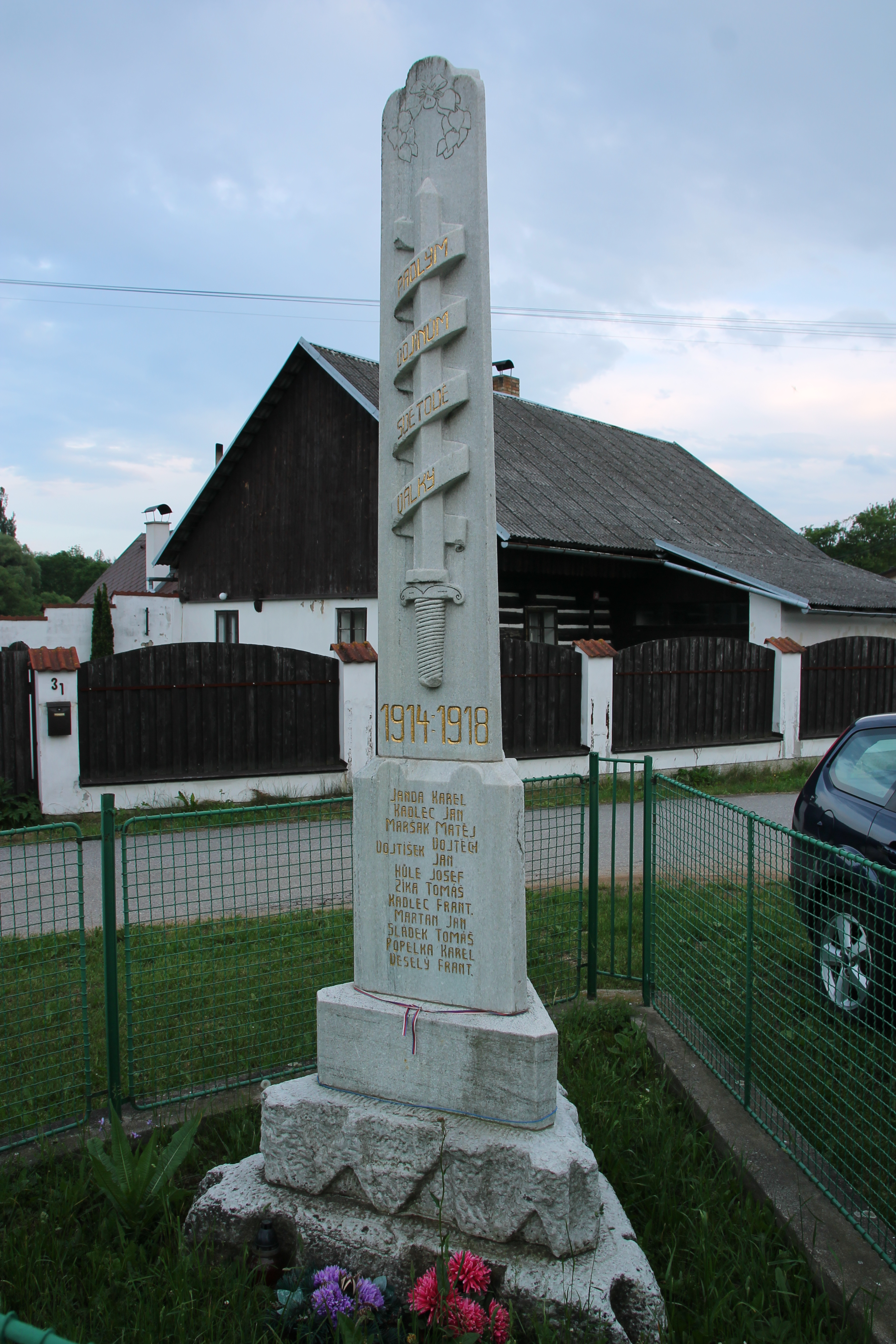
Památník obětem první světové války

První písemná zmínka o vesnici pochází z roku 1359.

## Obyvatelstvo
| Rok            | 1869 | 1880 | 1890 | 1900 | 1910 | 1921 | 1930 | 1950 | 1961 | 1970 | 1980 | 1991 | 2001 | 2011 | 2021 |
| -------------- | ---- | ---- | ---- | ---- | ---- | ---- | ---- | ---- | ---- | ---- | ---- | ---- | ---- | ---- | ---- |
| Počet obyvatel | 234  | 253  | 230  | 208  | 248  | 244  | 219  | 148  | 136  | 96   | 90   | 84   | 65   | 81   | 84   |
| Počet domů     | 32   | 35   | 35   | 35   | 37   | 37   | 41   | 41   | 56   | 35   | 30   | 38   | 37   | 40   | 42   |

## Obecní správa
Při sčítání lidu v letech 1850–1962 Dolany byly samostatnou obcí, se kterým patřily nejprve do okresu Prachatice, ale v roce 1950 v okrese Vimperk. Od roku 1963 jsou částí obce Čkyně v okrese Prachatice. V letech 1850–1889 k obci patřily Onšovice, v letech 1850–1959 Předenice a Záhoříčko a v letech 1850–1962 také Spůle.

## Pamětihodnosti
Na návsi se nachází kaple.
Poblíž hlavní silnice se nachází památník obětem první světové války.